# Gourdie House

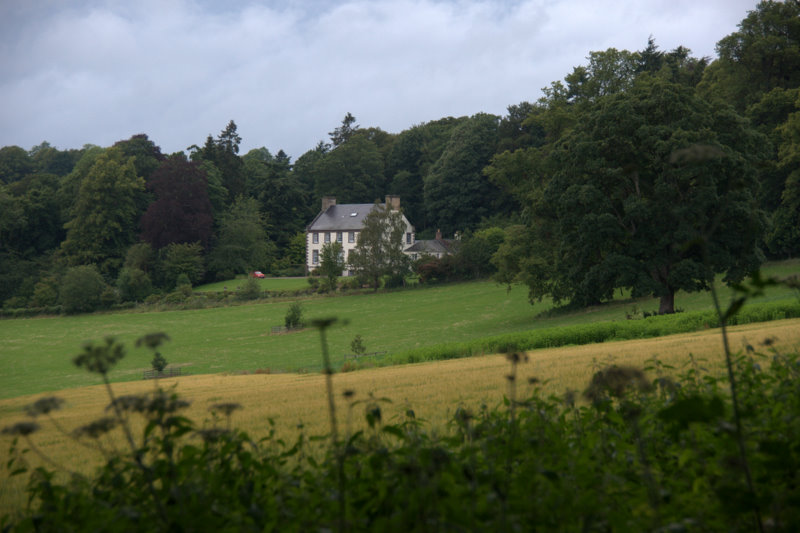
Gourdie House

Gourdie House ist eine Villa nahe der schottischen Ortschaft Spittalfield in der Council Area Perth and Kinross. 1971 wurde das Bauwerk in die schottischen Denkmallisten in der höchsten Denkmalkategorie A aufgenommen.

## Geschichte
Seit dem Jahre 1603 befindet sich das Anwesen im Besitz der Familie Kinloch. Auf zwei Stürzen an Gourdie House finden sich die Jahresangaben 1661 (in Zusammenhang mit den Initialen „GN/MK“) und 1674 (in Zusammenhang mit den Initialen „DK“ für David Kinloch). Mit hoher Wahrscheinlichkeit stammen diese jedoch von einem älteren Gebäude und wurden beim Bau von Gourdie House wiederverwendet. Als Baujahr der Villa wird die Jahresangabe „17[.]5“ angesehen. Wurde die Inschrift zunächst als 1705 interpretiert, tendiert man heute eher zu 1765. Es wird jedoch nicht ausgeschlossen, dass in die Struktur Fragmente eines Vorgängerbauwerks aus dem späten 17. Jahrhundert integriert wurden.

## Beschreibung
Gourdie House steht weitgehend isoliert rund zwei Kilometer nordöstlich von Spittalfield. Die Fassaden der Villa sind mit Harl verputzt, wobei Einfassungen und Ecksteine aus Naturstein abgesetzt sind. Eine Vortreppe führt zur Eingangstüre der zweistöckigen Villa. Die südostexponierte Hauptfassade schließt mit einem Dreiecksgiebel. Rückwärtig gehen zwei zweistöckige Flügel ab.